# Nedanovce
Nedanovce és un poble i municipi d'Eslovàquia que es troba a la regió de Trenčín.

## Història
La primera menció escrita de la vila es remunta al 1344.

## Demografia
| Godina             | 1994 | 2004    | 2014   | 2024   |
| ------------------ | ---- | ------- | ------ | ------ |
| Nombre de persones | 557  | 615     | 621    | 620    |
| Diferència         |      | +10,41% | +0,97% | −0,16% |

| Godina             | 2023 | 2024   |
| ------------------ | ---- | ------ |
| Nombre de persones | 623  | 620    |
| Diferència         |      | −0,48% |